# Dialecto (programación)
Un dialecto de programación es una variación (relativamente pequeña) o una extensión de un Lenguaje de programación que no cambia su naturaleza intrínseca.

En lenguajes como Scheme o Forth, las normas o estándares se puede considerar insuficientes, inadecuados o ilegítimos, incluso por los implementadores, por lo que a menudo se desvían de la norma o del estándar, creando un nuevo dialecto.

En otros casos, un dialecto se crea para su uso en algunos Lenguaje específico del dominio, a menudo un subconjunto.

En el mundo de Lisp, la mayoría de los lenguajes que utilizan la expresión básica Expresión S y una semántica similar a Lisp se consideran dialectos de Lisp, a pesar de que varían ampliamente, como lo hacen, por ejemplo, Bigloo Scheme, newLISP o Emacs Lisp.

Es muy común que un lenguaje llegue a tener varios dialectos, hasta el punto en que puede llegar a ser bastante difícil para un programador sin experiencia encontrar la documentación necesaria.

Otro ejemplo de un lenguaje con muchos dialectos es BASIC.